# سانشو جاني
سانشو جاني هو لاعب كرة قدم نمساوي في مركز الهجوم، ولد في 12 أغسطس 1974 في النمسا. لعب مع Schwarz-Weiß Bregenz ‏.

## وصلات خارجية
- سانشو جاني على موقع عالم كرة القدم.نت (الإنجليزية)